# Saison 2004-2005 de la Jeunesse sportive de Kabylie
Pour un article plus général, voir Jeunesse sportive de Kabylie.
Maillots
Chronologie
Saison précédente Saison suivante
Cet article traite de la saison 2004-2005 de la Jeunesse sportive de Kabylie. Les matchs se déroulent essentiellement en Championnat d'Algérie de football 2004-2005, mais aussi en Coupe d'Algérie de football 2004-2005 et en Ligue des Champions de la CAF 2005.

## Résumé de la saison 2004-2005
La JS Kabylie lutte pour garder son titre de champion d'Algérie de football. Cette année-ci et comme depuis une demi-décennie, la lutte au titre se fait avec l'USM Alger. La lutte de cette année se ponctue par un titre de champion pour l'USM Alger, et une place de deuxième pour la JS Kabylie.
Côté coupes, ce n'est pas mieux, puisque la JS Kabylie est éliminée dès les 32e de finale de la Coupe d'Algérie de football, et dès le 1er tour de la Ligue des champions de la CAF.

## Mercato estival 2004
Arrivées
| N° | Nom                                                                          |
| -  | Reda Benhadj Algérie Arrivé depuis l'ASO Chlef                               |
| -  | Aziz Benhamlat Algérie Arrivé depuis le MC Alger (entraîneur adjoint-joueur) |
| -  | Anwar Boudjakdji Algérie Arrivé depuis le WA Tlemcen                         |
| -  | Bouabdellah Daoud Algérie Arrivé depuis le MC Oran                           |
| -  | Rabie Dlimi Algérie Arrivé                                                   |
| -  | Brahim Arafat Mezouar Algérie Arrivé depuis le Dubaï SC                      |
| -  | Fawzi Moussouni Algérie Arrivé depuis la JS El Biar                          |
| -  | Moncef Ouichaoui Algérie Arrivé depuis l'USM Alger                           |
| -  | Samir Zazou Algérie Arrivé depuis le CR Belouizdad                           |

Départs
| N° | Nom                                                       |
| -  | Yassine Amaouche Algérie Départ vers la JSM Béjaïa        |
| -  | Mohamed Belgherbi Algérie Départ l'ASO Chlef              |
| -  | Mohamed Lamine Belkheir Algérie Départ vers la JSM Béjaïa |
| -  | Hakim Boubrit Algérie Départ vers le Paradou AC           |
| -  | Noureddine Daham Algérie Départ vers le MC Alger          |
| -  | Mouloud Harim Algérie Départ                              |
| -  | Yassine Kechout Algérie Libéré                            |
| -  | Moussa Saïb Algérie Départ à la retraite                  |
| -  | Roberts Sessay Liberia Libéré                             |

## Effectifs (2004-2005)
| No | Nom                            | Poste     | Date de naissance  | Nationalité         |
| -- | ------------------------------ | --------- | ------------------ | ------------------- |
| 12 | Mohamed Seghir Ferradji        | Gardien   | 22 août 1975       | Algérie             |
| 1  | Lounès Gaouaoui                | Gardien   | 28 septembre 1977  | Algérie             |
| 16 | Nabil Mazari                   | Gardien   | 18 février 1985    | Algérie             |
| 13 | Mourad Berrefane               | Gardien   | 18 mars 1986       | Algérie             |
| 5  | Brahim Zafour                  | Défenseur | 30 novembre 1977   | Algérie             |
| ?  | Karim Doudene                  | Défenseur | 25 octobre 1972    | Algérie             |
| 2  | Slimane Raho                   | Défenseur | 20 octobre 1975    | Algérie             |
| 3  | Aziz Benhamlat                 | Défenseur | 22 mars 1974       | Algérie             |
| 20 | Rahim Meftah                   | Défenseur | 15 août 1980       | Algérie             |
| 19 | Samir Zazou                    | Défenseur | 24 mars 1980       | Algérie             |
| 4  | Kamel Habri                    | Défenseur | 3 mai 1976         | Algérie             |
| 32 | Noureddine Drioueche           | Défenseur | 27 octobre 1973    | Algérie             |
| ?  | Samir Djouder                  | Défenseur | 28 mars 1981       | Algérie             |
| 22 | Anwar Boudjakdji               | Milieu    | 1er septembre 1976 | Algérie             |
| 6  | Farouk Belkaid                 | Milieu    | 14 novembre 1977   | Algérie             |
| ?  | Mohand Larbi                   | Milieu    | 9 avril 1983       | Algérie             |
| 18 | Lamara Douicher                | Milieu    | 10 mars 1980       | Algérie             |
| ?  | Reda Benhadj                   | Milieu    | 3 avril 1977       | Algérie             |
| ?  | Brahim Arafat Mezouar          | Milieu    | 18 décembre 1973   | Algérie             |
| 14 | Nassim Hamlaoui                | Milieu    | 25 février 1981    | Algérie             |
| 8  | Lounès Bendehmane              | Milieu    | 3 avril 1977       | Algérie             |
| 21 | Wilfried Urbain Elvis Endzanga | Attaquant | 28 mars 1980       | République du Congo |
| 9  | Hamid Berguiga                 | Attaquant | 26 septembre 1974  | Algérie             |
| ?  | Rabie Dilmi                    | Attaquant | 5 mars 1977        | Algérie             |
| ?  | Atik Bouzid                    | Attaquant | 20 février 1984    | Algérie             |
| ?  | Mancef Ouichaoui               | Attaquant | 5 avril 1977       | Algérie             |
| ?  | Bouabdellah Daoud              | Attaquant | 3 février 1978     | Algérie             |
| ?  | Takfarinas Douicher            | Attaquant | 29 avril 1983      | Algérie             |
| ?  | Fouzi Moussouni                | Attaquant | 8 avril 1972       | Algérie             |

## Championnat d'Algérie 2004-2005

### Classement
| Pl. | Club                  | Points | Joués | V  | E  | D  | bp | bc | +/- |
| --- | --------------------- | ------ | ----- | -- | -- | -- | -- | -- | --- |
| 1er | USM Alger             | 67     | 30    | 21 | 4  | 5  | 55 | 27 | +28 |
| 2e  | JS Kabylie            | 54     | 30    | 16 | 6  | 8  | 44 | 22 | +22 |
| 3e  | MC Alger              | 49     | 30    | 14 | 7  | 9  | 39 | 44 | -5  |
| 4e  | NA Hussein Dey        | 43     | 30    | 11 | 10 | 9  | 29 | 19 | +10 |
| 5e  | CA Bordj Bou Arreridj | 43     | 30    | 10 | 13 | 7  | 32 | 25 | +7  |
| 6e  | USM Blida             | 42     | 30    | 11 | 9  | 10 | 36 | 29 | +7  |
| 7e  | ASO Chlef             | 41     | 30    | 10 | 11 | 9  | 30 | 32 | -2  |
| 8e  | CS Constantine        | 40     | 30    | 11 | 7  | 12 | 33 | 42 | -9  |
| 9e  | MC Oran               | 39     | 30    | 10 | 9  | 11 | 36 | 37 | -1  |
| 10e | WA Tlemcen            | 38     | 30    | 11 | 5  | 14 | 36 | 27 | +9  |
| 11e | ES Sétif              | 37     | 30    | 11 | 5  | 14 | 37 | 36 | +1  |
| 12e | USM Annaba            | 37     | 30    | 9  | 10 | 11 | 30 | 37 | -7  |
| 13e | CR Belouizdad         | 36     | 30    | 10 | 6  | 14 | 25 | 34 | -9  |
| 14e | OMR El Anasser        | 35     | 30    | 8  | 11 | 11 | 31 | 34 | -3  |
| 15e | GC Mascara            | 30     | 30    | 8  | 6  | 16 | 33 | 48 | -15 |
| 16e | US Chaouia            | 22     | 30    | 5  | 7  | 18 | 16 | 49 | -33 |

|  | Ligue des Champions Africaine 2007-2008, premier tour (#1 et #2)                                                       |
|  | Coupe de la CAF 2007-2008, (#3)                                                                                        |
|  | Ligue des Champions Arabe 2007-2008, (#4 et #5)                                                                        |
|  | Coupe de la CAF 2007-2008, (Coupe d'Algérie*)                                                                          |
|  | Relégation en Division 2                                                                                               |
|  | (T) : Tenants du titre 2006 (V): Vice-champions 2006 (P) : Promus 2006 (CdA) : Vainqueur de la Coupe d'Algérie 2006-07 |

### Matchs
| Nationale I Journée 1 | ASO Chlef | 1-1 | JS Kabylie |               |
|                       |           |     |            | Arbitrage : ? |

| Nationale I Journée 2 | JS Kabylie | 1-0 | USM Blida | Stade du 1er novembre (Tizi Ouzou) |
|                       |            |     |           | Arbitrage : ?                      |

| Nationale I Journée 3 | NA Hussein Dey | 1-0 | JS Kabylie |               |
|                       |                |     |            | Arbitrage : ? |

| Nationale I Journée 4 | JS Kabylie | 2-1 | USM Alger | Stade du 1er novembre (Tizi Ouzou) |
|                       |            |     |           | Arbitrage : ?                      |

| Nationale I Journée 5 | OM Ruisseau | 1-1 | JS Kabylie |               |
|                       |             |     |            | Arbitrage : ? |

| Nationale I Journée 6 | JS Kabylie | 2-0 | CA Bordj Bou Arreridj | Stade du 1er novembre (Tizi Ouzou) |
|                       |            |     |                       | Arbitrage : ?                      |

| Nationale I Journée 7 | CS Constantine | 1-1 | JS Kabylie |               |
|                       |                |     |            | Arbitrage : ? |

| Nationale I Journée 8 | JS Kabylie | 3-0 | US Chaouia | Stade du 1er novembre (Tizi Ouzou) |
|                       |            |     |            | Arbitrage : ?                      |

| Nationale I Journée 9 | MC Oran | 2-1 | JS Kabylie |               |
|                       |         |     |            | Arbitrage : ? |

| Nationale I Journée 10 | USM Annaba | 0-2 | JS Kabylie |               |
|                        |            |     |            | Arbitrage : ? |

| Nationale I Journée 11 | JS Kabylie | 6-1 | MC Alger | Stade du 1er novembre (Tizi Ouzou) |
|                        |            |     |          | Arbitrage : ?                      |

| Nationale I Journée 12 | CR Belouizdad | 0-1 | JS Kabylie |               |
|                        |               |     |            | Arbitrage : ? |

| Nationale I Journée 13 | JS Kabylie | 2-0 | WA Tlemcen | Stade du 1er novembre (Tizi Ouzou) |
|                        |            |     |            | Arbitrage : ?                      |

| Nationale I Journée 14 | GC Mascara | 1-0 | JS Kabylie |               |
|                        |            |     |            | Arbitrage : ? |

| Nationale I Journée 15 | JS Kabylie | 1-0 | ES Sétif | Stade du 1er novembre (Tizi Ouzou) |
|                        |            |     |          | Arbitrage : ?                      |

| Nationale I Journée 16 | JS Kabylie | 3-0 | ASO Chlef | Stade du 1er novembre (Tizi Ouzou) |
|                        |            |     |           | Arbitrage : ?                      |

| Nationale I Journée 17 | USM Blida | 2-1 | JS Kabylie |               |
|                        |           |     |            | Arbitrage : ? |

| Nationale I Journée 18 | JS Kabylie | 0-0 | NA Hussein Dey | Stade du 1er novembre (Tizi Ouzou) |
|                        |            |     |                | Arbitrage : ?                      |

| Nationale I Journée 19 | USM Alger | 2-1 | JS Kabylie |               |
|                        |           |     |            | Arbitrage : ? |

| Nationale I Journée 20 | JS Kabylie | 1-0 | OM Ruisseau | Stade du 1er novembre (Tizi Ouzou) |
|                        |            |     |             | Arbitrage : ?                      |

| Nationale I Journée 21 | CA Bordj Bou Arreridj | 0-0 | JS Kabylie |               |
|                        |                       |     |            | Arbitrage : ? |

| Nationale I Journée 22 | JS Kabylie | 4-1 | CS Constantine | Stade du 1er novembre (Tizi Ouzou) |
|                        |            |     |                | Arbitrage : ?                      |

| Nationale I Journée 23 | US Chaouia | 0-1 | JS Kabylie |               |
|                        |            |     |            | Arbitrage : ? |

| Nationale I Journée 24 | JS Kabylie | 1-0 | MC Oran | Stade du 1er novembre (Tizi Ouzou) |
|                        |            |     |         | Arbitrage : ?                      |

| Nationale I Journée 25 | JS Kabylie | 0-0 | USM Annaba | Stade du 1er novembre (Tizi Ouzou) |
|                        |            |     |            | Arbitrage : ?                      |

| Nationale I Journée 26 | MC Alger | 2-1 | JS Kabylie |               |
|                        |          |     |            | Arbitrage : ? |

| Nationale I Journée 27 | JS Kabylie | 3-0 | CR Belouizdad | Stade du 1er novembre (Tizi Ouzou) |
|                        |            |     |               | Arbitrage : ?                      |

| Nationale I Journée 28 | WA Tlemcen | 3-1 | JS Kabylie |               |
|                        |            |     |            | Arbitrage : ? |

| Nationale I Journée 29 | JS Kabylie | 3-1 | GC Mascara | Stade du 1er novembre (Tizi Ouzou) |
|                        |            |     |            | Arbitrage : ?                      |

| Nationale I Journée 30 | ES Sétif | 2-0 | JS Kabylie |               |
|                        |          |     |            | Arbitrage : ? |

## Ligue des Champions de la CAF 2005
La JSK qui vient d'être sacrée « championne d'Algérie » de la saison 2003-2004, va de nouveau disputer la C1. Il s'agit ici de la Ligue des Champions de la CAF, et non plus de la Coupe d'Afrique des clubs champions.
En effet, durant l'année 1997, le système change et adopte le format Ligue des Champions, sur le modèle européen. Ceci a  été voulu par les instances de la CAF, dans le but de faire participer le plus grand nombre de clubs, et de rajouter un club en plus par nation majeure du football africain de clubs.
Cette ancienne Coupe d'Afrique des clubs champions, a subi deux changements. Premièrement de 1997  à 2001, la C1  adopte le format Ligue des Champions, sur le modèle européen donc, avec l'introduction d'une phase de poule au stade des quarts de finale. Il s'agit de deux poules de quatre équipes chacune, qualifiées des huitièmes de finale, qui s'affrontent, en match aller et retour. Ensuite les premiers de chaque groupe se disputent le titre, en match aller et retour.
Deuxièmement, depuis 2002, un stade des demi-finales, est instauré, après la phase de poules. En effet, les deux premiers de chaque poule se croisent pour s'affronter en demi-finale, en match aller et retour (les premiers affrontent les deuxièmes de l'autre groupe), puis les deux vainqueurs se disputent le titre en finale aller et retour également.
La JSK  absente de la C1, depuis neuf ans exactement, autrement dit depuis sa demi-finale en Coupe d'Afrique des clubs champions, en 1996, retrouve la prestigieuse compétition mais sous le format Ligue des Champions de la CAF'.
Nouveauté pour sa participation, elle qui fut toujours seule représentant algérien lors de ses diverses participations en compétitions africaines, elle est accompagnée pour cette édition, de l'USM Alger. Il s'agit de son dauphin de la saison dernière, étant donné que la réforme de la compétition permet au football algérien d'envoyer deux représentants.
Il s'agit de sa neuvième participation en C1, sa première sous le format Ligue des Champions, correspondant à la quatrième depuis l'instauration des demi-finales en 2002, mais aussi et surtout sa dix-septième toutes compétitions africaines confondues.
Étant donné que les canaries, sont champion d'Algérie  en titre et aussi en raison de leurs bons résultats en compétition africaine et du football algérien de clubs dans cette compétition, ne disputeront pas le premier tour de la compétition équivalent à un trente-deuxième de finale. L'USM Alger, aura le même privilège que son homologue kabyle.
La JSK  débute donc la compétition en seizième de finale, et affronte le club guinéen du Fello Star.

### 1ertour
| 1er tour : Match aller | Fello Star | 1-0 | JS Kabylie | Stade Saifoulaye Diallo, Labé |
| 17 février 2005        |            |     |            |                               |

| 1er tour : Match aller | JS Kabylie | 0-0 | Fello Star | Stade du 5 juillet 1962, Alger |
| 3 mars 2005            |            |     |            |                                |

Après neuf ans d'absence, de la compétition, les canaris  redécouvrent une compétition qui a énormément changé. Leur aventure s'achève dès les seizièmes de finale pour la deuxième fois de leur histoire.
Elle s'incline face au Fello Star, un but à zéro en Guinée, en match aller, puis a été tenue en échec zéro but partout à domicile en match retour.
La JSK quitte donc la compétition, et doit continuer son apprentissage au plus haut niveau africain qui a beaucoup changé et évolué, depuis sa dernière participation en 1996.
Afin d'être complet, il faut savoir que l'USM Alger deuxième représentant algérien de cette édition, sera stoppée au tour suivant en huitième de finale de la compétition, par Al Ahly SC, futur vainqueur de cette édition 2005 de la Ligue des Champions de la CAF.

## Buteurs
| Joueurs               | Championnat | Coupe d'Algérie | Ligue des champions de la CAF | Total |
| --------------------- | ----------- | --------------- | ----------------------------- | ----- |
| Hamid Berguiga        | 18          | 0               | 0                             | 18    |
| Wilfried Endzanga     | 6           | 0               | 0                             | 6     |
| Farouk Belkaid        | 5           | 0               | 0                             | 5     |
| Anwar M'ed Boudjakdji | 3           | 0               | 0                             | 3     |
| Brahim Zafour         | 3           | 0               | 0                             | 3     |
| Djillali Reda Benhadj | 3           | 0               | 0                             | 3     |
| Bouabdellah Daoud     | 2           | 0               | 0                             | 2     |
| Moncef Ouichaoui      | 1           | 0               | 0                             | 1     |
| Sid Ali Khenisfi      | 1           | 0               | 0                             | 1     |
| Roberts Sessay        | 1           | 0               | 0                             | 1     |
| Total                 | 43          | 0               | 0                             | 43    |